# RK Dubrava
RK Dubrava je rukometni klub iz Zagreba. Klub je osnovan 7. veljače 1953.

## Povijest
Pod vodstvom trenera Viktora Zovka, Džemala Sadikovića i Željka Čička, klub se 2001. plasirao u najviši rang natjecanja, 1. Hrvatsku rukometnu ligu (danas Premijer ligu) gdje se i danas natječe.

## Uspjesi
Finalist Hrvatskog rukometnog kupa u sezoni 2013./14.
- Hrvatski rukometni kup
  - finalist: 2014., 2019.

## Poznati igrači
- Manuel Štrlek
- Luka Raković
- Domagoj Pavlović
- Antonio Kovačević
- Lovro Šprem
- Josip Šandrk
- Hrvoje Tojčić
- Tomi Vozab
- Sandro Uvodić

## Vanjske poveznice
- Službena stranica
- RK Dubrava na dubrava-sport.hr  Arhivirana inačica izvorne stranice od 11. veljače 2009. (Wayback Machine)